# کاترین یکم، ملکه لاتین
کاترین یکم (انگلیسی: Catherine I, Latin Empress؛ ۲۵ نوامبر ۱۲۷۴ – ۱۱ اکتبر ۱۳۰۷) یا کاترین کورتنی، ملکه اسمی و در تبعید قسطنطنیه از سال ۱۲۰۸ تا ۱۳۰۷ بود. در سال ۱۳۰۱ وی همسر شارل، کنت والوآ شد و از وی صاحب فرزند آنها که بزرگترین آنها، کاترین بود که مقام و عناوین مادرش را به ارث برد.